# 森本貴幸
森本貴幸（1988年5月7日—），日本足球運動員，現時效力意大利足球丁級聯賽球隊ASD Akragas 2018，前日本國家足球隊成員，司職前鋒。

## 俱樂部生涯
1988年5月7日，森本贵幸出生于日本神奈川县川崎市。中学时期就读于川崎市立平中学校，1999年当时只有11岁的森本贵幸曾经代表川崎读卖少年队夺得第二十三届全日本少年足球大赛冠军。
2004年3月，森本贵幸与东京日视足球俱乐部签订职业合同。3月13日，森本贵幸在东京日视队对阵磐田喜悅的比赛中替补出场，创造日职联赛出场球员最小年龄纪录（15岁10个月零5日）。5月5日，森本贵幸在东京日视队对阵千叶市原的比赛中射入自己首个联赛入球，创造日职联赛进球球员最小年龄纪录（15岁11个月零29日）。
森本贵幸本人当选2004年日本职业足球联赛最佳新人，以16岁之龄成为奖项成立以来最年轻得主，并随队获得天皇盃冠军。
2006年7月，17岁的森本贵幸被租借至意甲联赛球队卡塔尼亚足球俱乐部，成为继大黑将志及小笠原满男后第三名日本球员于2006年往意大利发展，并以18岁2个月创下日本球员外流的最年轻纪录。
2007年1月28日，森本贵幸在一场意甲联赛作客对亚特兰大时，下半场38分钟后备入替，4分钟后立即为球队取得入球，不但协助卡坦尼亚追至一比一平手，更创下日本球员于海外最年轻的入球纪录。而赛季结束后，卡塔尼亚对他的表现感到满意并将其所有权买断。
2008-09赛季，他收获了联赛23场7球，杯赛1场2球这个相当不错的成绩。其中2次对罗马的比赛他都发挥出色，主场他打入两球，帮助卡塔尼亚3比2获胜。而在客场，虽然卡塔尼亚3比4告负，但森本贵幸先是助攻一球，然后又打进扳平的一球，直到补时阶段，罗马才依靠老将克里斯蒂安·帕努奇的进球取胜。意甲第26轮卡塔尼亚客场巴勒莫，开场仅第14分钟，森本贵幸传球就帮助队友巴勃罗·莱德斯马破门。第37分钟，森本贵幸又劲射将比分扩大为2比0，第44分钟，森本贵幸头球頂入，帮助卡塔尼亚以3比0的领先优势，这场比赛卡塔尼亚最终在客场4比0大胜。
在经历了2009/10赛季，27次联赛登场5球3助攻的表现后，森本贵幸迎来了新赛季。在2010/11赛季，当时不过22周岁的森本却成为了替补，当时球队主要前锋的是阿根廷前锋马克西·洛佩斯，在当赛季前15轮比赛中，森本只有4次登场机会，打进1粒进球。2010年12月12日，卡塔尼亚客场0比3输给卡利亚里，比赛第76分钟，森本贵幸被红牌罚下场。此后森本又因为伤病原因被迫伤缺三场联赛，整个赛季下来，他也只有12次联赛登场。
2011年7月13日，森本贵幸转会加盟意甲联赛升班马诺瓦拉足球俱乐部，此次转会的形式是出售共有权，卡塔尼亚手中还有森本贵幸一半的所有权，不过在赛季结束后诺瓦拉被降入意乙联赛。尽管19次联赛登场4球2助攻的数据还算不错，但他因伤错过了10场比赛。
一年后，他回到卡塔尼亚，上半程仅有5次联赛出场，杯赛亮相3次没有取得进球。2012/13赛季，森本贵幸已经处在了卡塔尼亚的出售名单中，他带着在意大利联赛各类赛事117次登场24球9助攻的数据表现离开了球队。
卡塔尼亚并不想放弃森本贵幸，他在2012-13赛季中期租至卡塔尔的阿尔纳沙，半个赛季联赛13战6球，亚冠6战3球。
在交出了还算不错的成绩以后，不知是出于什么考虑，森本贵幸并未争取回到欧洲，而是选择了接受日乙球队千叶市原的邀请回到日本。
2014年11月23日，2014年日乙联赛第42轮在千叶市原对阵讚岐卡马达马尼的比赛中，森本贵幸第30分钟争夺头球时被藤井航大背后撞倒，森本的头部重重撞在草坪上，随即失去意识，队医入场以心脏除颤器进行急救，比赛一度中断28分钟，其后安排救护车直送医院。
球队夺得季军以晋身附加赛，由于森本贵幸在赛事中状态未如理想，最终以0:1不敌山形山神而无缘升班。
2016赛季，森本贵幸选择加盟家乡球队川崎前锋，他在2016赛季仅仅代表川崎前锋出场10次打入2球。
2017年3月15日，他在代表川崎前锋对阵广州恒大的亚冠比赛里，于第34分钟替补出场，最终在第82分钟又被年仅20岁的小将三好康儿换下。川崎依靠补时的点球扳平了比分。
2018年1月，未满30岁的森本贵幸再度转会，这一次他加盟了日乙联赛的福冈黄蜂，他虽说有过25次出场，但仅完成30次射门并打入6球，上一次破门是在6月10日，凭借着他的进球，福冈黄蜂1比0小胜熊本深红，而接下来8次出场（7次首发打满全场），森本贵幸仅有过10次攻门且没能得分。
福冈黄蜂29日宣布，与前锋森本贵幸在达成共识的前提下解除合约。
去年10月，日本前国脚森本贵幸加盟希腊第三级别球队科扎尼。然尔受疫情影响，联赛一直处于停摆状态。森本贵幸最终选择同球队解约。
2021年2月，森本贵幸以自由转会的形式加盟了巴拉圭联赛的卢克尼奥竞技俱乐部。
前日本代表选手森本贵幸加盟台湾企业甲级足球联赛台中FUTURO。
台企甲台中Futuro宣布2023年7月2日為森本貴幸在台灣的最後一戰。

## 國家隊生涯
森本贵幸在2004年和2005年先后代表日本U20足球代表队参加了2004年亞足聯U-19錦標賽和2005年世界青年足球锦标赛的比赛。
2008年，森本贵幸随日本23岁以下足球代表队参加了2008年北京奥运会的比赛。
2009年10月10日，森本贵幸在日本与苏格兰的友谊赛中替补登场，完成了国家队的处子秀。
2009年10月14日，在日本5-0大胜多哥中，森本贵幸在他代表第二场国家队比赛中打进一球。

## 獎項

### 個人
- 日本職業足球聯賽年度最佳新人：2004年

### 球隊
東京綠茵
- 天皇盃冠軍 ：2004
- 日本超級盃冠軍 ：2005

川崎前鋒
- 日本甲組職業足球聯賽冠軍 : 2017

## 個人
AC米兰的巴西天才帕托比森本贵幸小一岁，帕托在接受采访时曾表示，森本贵幸是意甲赛场上能力最强的年轻球员。这位日本天才前锋拥有强健的体魄、力量和出众的速度，意大利和日本媒体都曾把他称为“日本的朗拿度”，当然这个绰号的获得也更他拥有和罗纳尔多一样的发型和“兔牙”有关。

## 外部連結
- 森本貴幸 – FIFA國際賽競賽紀錄 (存檔)
- 森本貴幸在 National-Football-Teams.com 上的出场纪录
- Japan National Football Team Database （页面存档备份，存于）
- 日本職業足球聯賽中的森本貴幸 （日語）
- Tokyo Verdy 1969 profile (Japanese)
- Profile (Italian/English)
- Catania profile (Italian)